# بيرسيفال بوت
بيرسيفال بوت (بالإنجليزية: Percivall Pott)‏ (وُلد في 6 يناير / كانون الثاني عام 1714 في لندن -توفي في 22 ديسمبر / كانون الأول عام 1788) جرّاح إنجليزي، أحد مؤسسي علم جراحة العظام وأول عالم يثبت أنّ السرطان قد ينجم عن مادة بيئية مسرطنة.

## حياته المهنية
أمضى تدريبه المهني مع إدوارد نورس الجرّاح المساعد في مستشفى سانت بارثولوميو، وقُبِلَ في عام 1736 في شركة باربارز وأخذ رخصة العمل. أصبح جرّاحًا مساعدًا في سانت بارثولوميو في عام 1744 وجرّاحًا رئيسيا منذ 1749 وحتى 1787.
قدّم بوت منذ يومه الأول العديد من الابتكارات الهامة، وبذل جهدًا كبيرًا لإلغاء الاستخدام الكبير للكيّ الذي كان سائدًا في ذلك الوقت. 
كُسرت ساق بوت بعد سقوطه عن حصانه في عام 1756. يفترض الكثير من المؤرخين أنّ إصابته كانت هي نفس الإصابة التي سُميت لاحقًا باسم كسر بوت، ولكن في الحقيقة كانت ساقه مكسورةً كسرًا مركبًا خطرًا جدًا في قصبة الساق. أرسل خادمًا لشراء باب من موقع بناء قريب بينما كان يجلس في الوحل، ثم وُضِعَ على الباب ونُقل إلى المنزل. قام الجرّاحون بتنظيف الجرح وناقشوا فكرة بتر الساق، وهي عملية ذات نسبة فشل كبيرة في ذلك الوقت، وكانت تؤدي في كثير من الأحيان إلى تعفن الدم والموت، اقترح بوت عليهم تشريح ساقه، وتعافى تمامًا في النهاية. نشر بوت في عام 1769 كتابًا حمل عنوان ملاحظات عن الكسور والخلع. تُرجم الكتاب إلى الفرنسية والإيطالية، وكان له تأثير طويل المدى في بريطانيا وفرنسا. كُتب اسمه في سجلات الطب بسبب وصفه مرض سلّ العمود الفقري (مرض بوت). قدم وصفًا سريريًا ممتازًا في كتابه شلل الأطراف السفلية. ومن بين مؤلفاته الأخرى الهامّة دراسته عن التمزقات في عام 1756، وكتاب الملاحظات الجراحية.
وجد بوت في عام 1775 علاقة بين التعرض لهباب الفحم وارتفاع معدل الإصابة بسرطان الصفن (اكتُشف لاحقًا وصُنّف كنوع من سرطان الخلايا الحرشفية) لدى عمال تنظيف المداخن. كان هذا المرض غير المعتاد (الذي سُمي بعد ذلك سرطان تنظيف المداخن) أول مرض سرطان مهني، وأصبح بوت أول شخص يربط بين مرض خبيث ومسرطن بيئي، وصنّف تنظيف المداخن باعتبارها مهنة مسرطنة للجلد. ساعد عمله في إقرار قانون تنظيف المداخن لعام 1788.
وضّحت الدراسات الأخيرة على الحيوانات لعام 1933 من خلال طلاء قطران الفحم على جلد الحيوان دورَ أول مادة كيميائية مسرطنة وهي البنزو (ا) بيرين، والتي تتواجد بتركيزٍ عالٍ في هباب الفحم. ساهمت الدراسات الأولية لبوت في تطوّر علم الأوبئة وقانون تنظيف المداخن لعام 1788. وقد أثبت أنّ المادة الكيميائية هي المسؤولة عن سرطان بوت جرّاء عمليات تنظيف المداخن، وأنها السبب الأكثر احتمالا لمختلف أنواع السرطانات التي يسببها دخان السجائر.
انتُخب رئيسًا لشركة الجرّاحين في عام 1765، ورائدًا في الكلية الملكية للجرّاحين في إنجلترا.
توجد نسخة مخطوطة تعود لعام 1779 من محاضرة ألقاها حول الجراحة ضمن مجموعة المخطوطات الطبية في مانشستر محفوظة ضمن مجموعاتٍ خاصة في مكتبة جامعة مانشستر.

## أواخر حياته المهنية
تزوج بيرسيفال بوت في عام 1740. وعاش مع زوجته في لندن وأنجبا خمسة أبناء وأربع بنات.
لا يُعرف الكثير عن حياة بيرسيفال بوت الخاصة، إلّا أنه تمتّع بشخصية جيدة وكان جرّاحًا إنكليزيًا نموذجيًا. يُعتقد أن مستوى معيشة بوت قد ساهم في ارتقاء مكانته الاجتماعية.
شحذ بوت مهاراتِه في الكتابة وآمن بتثقيف المرضى. كان يوزّع منشوراتٍ تتضمن أفكاره حول مواضيع مثل: «إصابات الرأس، القيلة المائية، الناسور، التمزق والكسور» في المستشفى. كانت هذه المنشورات مرتفعة الطلب وتجاوز سعرها شلنًا وستة بنسات. تم تداول أكثر من أربعة عشر منشور لبوت بين عامي 1760 و1770.
حاز تفاني بيرسيفال بوت مع مرضاه ومستوى رعايته لهم على الثناء والشهرة. يعتبر بشكل عام واحدًا من أعظم الجرّاحين في القرن الثامن عشر وكذلك تلميذه جون هانتر. كُرّم في عام 1786 كأول زميل فخري للكلية الملكية للجرّاحين في أدنبرة. تقاعد بعد فترة وجيزة في عام 1787 وعُيّن مديرًا لمستشفى سانت بارثولوميو.

## سرطان منظفي المداخن
أثّر بيرسيفال بوت على الطب والفهم الحديث للأمراض. تحمل العديد من الأمراض اليوم اسمه مثل: كسر بوت، ومرض بوت في العمود الفقري، وورم بوت المنتفخ. بالإضافة إلى مرض سرطان تنظيف المداخن الذي لم يحمل اسمه لكنّه مهم جدًا في إرثه العلمي. سَرَعان ما أدرك بوت العلاقة بين السرطان وهباب المداخن ونشر نتائجه في مقال بعنوان: «ملاحظات جراحية تتعلق بسرطان كيس الصفن.» وكتب أنّ المرض بدا: «غريبًا على نوع معين من الناس. ويبدو أنّ المرض لدى هؤلاء الاشخاص قد أتى من وجود هباب دخان في ثنايا الصفن.»

### اكتشاف وتحديد المسبب
على الرغم من اعتقاد بيرسيفال بوت أنّ سرطان كيس الصفن قد وُصف قبل 40 عامًا تحت اسم «سرطان الأعضاء الخاصة» في الوثائق الموجودة في سجلات الدفن لأبرشية سانت بوتولف منذ عام 1589 وحتى 1599. اعتبرت هذه الأوصاف غامضة ولم تكن الأجزاء التشريحية (الخاصة) مفهومة. ولذلك يتفق معظم المؤرخين عمومًا على أن باسياس قد وصف بشكل صحيح سرطان الصفن في عام 1731. ذكر بعض المؤرخين أن ما اعتبره باسياس سرطان الصفن كان في الواقع خراجات الصفن وليس سرطانًا. وينسب المؤرخون الذين يتفقون مع هذه الحقيقة اكتشاف سرطان الصفن إلى تريلينغ في عام 1740.

### الجراحة
حظي بوت باحترام كبير كجرّاح، وغالبًا ما ساعد زملاءه الجرّاحين. كان يُنظر إلى بوت كمعلم وسمح حتى للأطباء والجراحين الآخرين بالعيش معه عندما كانوا تحت إشرافه. رفض بوت العلاجات القاسية وفضّل الطرق اللطيفة. وصف جيمس إيرل جراحة بوت بأنها «خالية من كم كبير من الصعوبات، وهي دراسة ممتعة».

### هباب المداخن والسرطان
ركّز بوت على الصحة العامة ووجّه اهتمامه إلى عمليات تنظيف المداخن في مجتمعه. وكتب قائلا: «يُعامَلون في طفولتهم المبكرة بوحشية كبيرة، ويتضوّرون جوعًا بالإضافة إلى البرد، يعملون في مداخن ضيقة وأحيانًا تكون حارة، حيث يتعرضون للكدمات والحروق وصعوبة التنفس، ويصبحون عندما يصلون لسن البلوغ أكثر عرضة للإصابة بأمراض مميتة.» كان أسلوب بوت مميزا بين معاصريه لأنه لم يلاحظ فقط وجود علاقة بل درس سرطان تنظيف المداخن من منظور سببي. ساعد عمله لاحقًا في تحديد هباب المداخن باعتباره العامل المسبب للمرض. لم يكتشف بوت هذا الأمر بمفرده ولكنّه وجه البحث في الاتجاه الصحيح. جرت العديد من المناقشات حول سبب سرطان الصفن في زمن بوت. اعتقد جيمس إيرل أن السرطان كان ناتجًا عن دخول هباب المداخن في ثنايا الصفن والبقاء فيها. دعم رأيه من خلال ملاحظة أنَّ عمال البساتين الذين استخدموا هباب الفحم لقتل الرخويات قد أُصيبوا بسرطان الجلد في أيديهم. اقترح جورج لاوسون في عام 1878 أنّ السرطان ناجم عن الاحتكاك الناتج بين هباب المداخن وكيس الصفن أثناء الحركة ضمن المداخن. اكتشف باسي هذه الفكرة في عام 1992 وأثبت أنّ هباب الفحم كان قادرًا على تحفيز الإصابة بورم خبيث. وأثبت بوت أيضًا أن الأولاد في سنٍ ما قبل البلوغ أكثرعرضة للإصابة بالسرطان. اشتهر بوت بسبب ربطه بين العمل والسرطان على الرغم من أنّ العلاقة لم تكن مفهومةً تمامًا في ذلك الوقت. قدّم كتاب الملاحظات الجراحية إطارًا شكّل المفهوم الحديث للسرطانات المهنية.

## روابط خارجية
- بيرسيفال بوت على موقع الموسوعة البريطانية (الإنجليزية)